# Michael Park (acteur)
Michael Park (New York, 20 juli 1968) is een Amerikaans acteur, bekend van zijn rol als Jack Snyder in As the World Turns (1997-2010). Hij werd tweemaal genomineerd voor een Soap Opera Digest Award en tweemaal voor een Daytime Emmy Award.

## Biografie
Michael Park is geboren op 20 juli 1968 en groeide op in New York, samen met 2 zussen, één broer en zijn ouders George en Rosemary. Hij heeft een opleiding gevolg aan de Nazareth College in Rochester, NY, met de bedoeling om architect te worden. Nadat hij de hoofdrol in een musical van school had gewonnen, heeft hij toch besloten om van carrière te veranderen, zonder dat hij daar een opleiding voor had gedaan.
Nadat hij geslaagd was, is Michael gecast als Roaul, in een theatertournee van The Phantom Of The Opera. Verder heeft hij nog op het toneel gestaan in onder andere Hello Again en de Revival of Carousel. Daarna maakte hij zijn debuut in de cast van Smokey Joe's Cafe. Na al de dingen op de Broadway, ging Michael naar de productie Violet. In die tijd werd hij ook gecast als Jack Snyder in As the World Turns.
Michael is vader van 3 kinderen, namelijk van Christopher Michael (21 juni 1997), Kathleen Rose (14 februari 2000) en Annabelle Jayne (5 april 2005). Hij heeft deze kinderen met zijn vrouw, Lauri Nowak. Hij ontmoette haar tijdens een college. Ze zijn getrouwd op 6 januari 1996.
Verder speelt Michael graag softbal en golf. Hij gaat dus ook regelmatig met zijn medewerker op stap om te golfen/softballen. Daarnaast heeft Michael een tatoeage op zijn enkel, namelijk van een joker. Daarbij staat ook een Japans symbool voor vader, met de namen van zijn kinderen.
Michael deed eigenlijk helemaal geen auditie voor de rol van Jack Snyder, maar voor de rol van Paul Ryan. Hij deed zijn screentest tegelijk met Kelley Menighan-Hensley, die de rol van Emily Stewart speelt.
Van november 2016 tot en met augustus 2019 speelde Park de rol van Larry Murphy in de Broadway-productie Dear Evan Hansen.

## Jack Snyder
Michael kwam in de serie ATWT op 12 maart 1997. Hier speelde hij de rol van politieagent Jack Snyder. Hij staat ook wel bekend als G-Man, wat het koosnaampje van zijn vrouw Carly Tenney-Snyder (gespeeld door Maura West) is.